# Marianne Weber (Ruderin)
Marianne Weber (* 22. Januar 1956 in Esslingen am Neckar) ist eine ehemalige deutsche Ruderin.

## Biografie
Marianne Weber belegte mit dem deutschen Achter bei den Weltmeisterschaften 1975 in Nottingham den sechsten Rang. Bei den Olympischen Sommerspielen 1976 in Montreal nahm sie ebenfalls in der Regatta mit dem Achter teil und belegte mit der deutschen Crew Rang fünf. Im gleichen Jahr wurde Weber zusammen mit Isolde Eisele, Thea Einöder, Edith Eckbauer und Hanni Hadamek Deutsche Meisterin im Vierer mit Steuerfrau.